# Edward Corrie
 Edward Corrie  nacido el 21 de febrero de 1988 es un tenista profesional de Reino Unido.

## Carrera
Su ranking individual más alto logrado en el ranking mundial ATP, fue el n.º 215 el 13 de octubre de 2014. Mientras que en dobles alcanzó el puesto n.º 142 el 10 de noviembre de 2014.
Hasta el momento ha obtenido 2 títulos de la categoría ATP Challenger Series, en la modalidad de dobles.

### 2014
En el mes de marzo ganó su segundo título Challenger, otra vez en dobles y otra vez junto a su compatriota Daniel Smethurst. Ganaron el Challenger de Rimouski 2014 derrotando en la final a la pareja belga formada por Germain Gigounon y Olivier Rochus por 6-2 y 6-1.

## Títulos; 2 (0 + 2)
| Leyenda                        | Individuales | Dobles |
| ------------------------------ | ------------ | ------ |
| Grand Slam (tenis)\|Grand Slam | 0            | 0      |
| ATP World Tour Finals          | 0            | 0      |
| ATP World Tour Masters 1000    | 0            | 0      |
| ATP World Tour 500 Series      | 0            | 0      |
| ATP World Tour 250 Series      | 0            | 0      |
| ATP Challenger Series          | 0            | 2      |

### Dobles
| N.º | Fecha      | Torneo                  | Superficie | Compañero        | Oponentes en la final           | Resultado         |
| --- | ---------- | ----------------------- | ---------- | ---------------- | ------------------------------- | ----------------- |
| 1.  | 16.11.2013 | Challenger de Champaign | Dura (i)   | Daniel Smethurst | Austin Krajicek Tennys Sandgren | 7:65, 0:6, [10:7] |
| 2.  | 22.03.2014 | Challenger de Rimouski  | Dura (i)   | Daniel Smethurst | Germain Gigounon Olivier Rochus | 6:2, 6:1          |
| 3.  | 29.08.2014 | Futures de Pozoblanco   | Dura (i)   | David Rice       | Lewis Burton Marcus Willis      | 6:4, 7:5          |